# Transfinite Arithmetik
Die transfinite Arithmetik ist die Arithmetik der Ordinalzahlen. Die arithmetischen Operationen zwischen Ordinalzahlen kann man mittels transfiniter Rekursion als stetige Fortsetzung der finiten Rechenoperationen einführen oder durch geeignete Mengenkompositionen, so dass ihre Einschränkung auf den endlichen Ordinalzahlen der üblichen Arithmetik bei den natürlichen Zahlen entspricht. Die Addition und die Multiplikation von Ordinalzahlen ist von Cantor (1897) durch Komposition eingeführt worden, das Potenzieren dagegen funktional mittels Grenzübergang. Die erste ausführliche und systematische Studie über transfinite Arithmetik stammt von Ernst Jacobsthal („Über den Aufbau der transfiniten Arithmetik“, Math. Ann., 1909). Sie zeigt, dass beide Methoden – die funktionale und die Kompositionsmethode – zu denselben Rechenoperationen führen.

## Addition
Falls eine von zwei Ordinalzahlen die leere Menge ist, dann ist ihre Summe gleich der anderen Ordinalzahl. Um die Summe zweier nichtleerer Ordinalzahlen {\displaystyle \sigma } und {\displaystyle \tau } zu definieren, geht man so vor: Man benennt die Elemente von {\displaystyle \tau } so um, dass {\displaystyle \sigma } und die umbenannte Menge {\displaystyle \tau ^{(0)}} disjunkt sind, und „schreibt {\displaystyle \sigma } links neben {\displaystyle \tau ^{(0)}}“, d. h. man vereinigt {\displaystyle \sigma } mit {\displaystyle \tau ^{(0)}} und definiert die Ordnung so, dass innerhalb von {\displaystyle \sigma } und {\displaystyle \tau ^{(0)}} jeweils die vorige Ordnung gilt und jedes Element von {\displaystyle \sigma } kleiner ist als jedes Element von {\displaystyle \tau ^{(0)}}. Auf diese Weise wird die neue Menge wohlgeordnet und ist ordnungsisomorph zu einer eindeutig bestimmten Ordinalzahl, die man mit {\displaystyle \sigma +\tau } bezeichnet. Diese Addition ist assoziativ und verallgemeinert die Addition natürlicher Zahlen.
Die erste transfinite Ordinalzahl ist die geordnete Menge aller natürlichen Zahlen, man bezeichnet sie mit {\displaystyle \omega }. Veranschaulichen wir uns die Summe {\displaystyle \omega +\omega }: Wir schreiben die zweite Kopie als {\displaystyle \{0_{(0)}<1_{(0)}<2_{(0)}<\dotsb \}}, dann haben wir
{\displaystyle \omega +\omega ={\textrm {ord}}(\{0<1<2<3<\dotsb <0_{(0)}<1_{(0)}<2_{(0)}<3_{(0)}<\dotsb \})}
Diese Menge ist nicht {\displaystyle \omega }, denn in {\displaystyle \omega } ist die {\displaystyle 0} die einzige Zahl ohne unmittelbaren Vorgänger, und {\displaystyle \omega +\omega } hat zwei Elemente ohne unmittelbaren Vorgänger ({\displaystyle 0} und {\displaystyle 0_{(0)}}). Die Menge {\displaystyle 3+\omega } sieht so aus:
{\displaystyle {\textrm {ord}}(\{0<1<2<0_{(0)}<1_{(0)}<2_{(0)}<3_{(0)}<\dotsb \})=\omega }
Wir haben also {\displaystyle 3+\omega =\omega }. Dagegen ist
{\displaystyle \omega +3={\textrm {ord}}(\{0<1<2<3<\dotsb <0_{(0)}<1_{(0)}<2_{(0)}\})}
ungleich {\displaystyle \omega }, denn {\displaystyle 2_{(0)}} ist das größte Element von {\displaystyle \omega +3}, aber {\displaystyle \omega } hat kein größtes. Also ist die Addition nicht kommutativ. Man kann die Summe {\displaystyle \xi +\eta } von zwei Ordinalzahlen {\displaystyle \xi } und {\displaystyle \eta } funktional folgendermaßen definieren, wobei beide Definitionen in ZF äquivalent sind:
- falls {\displaystyle \eta =0}, dann sei {\displaystyle \xi +\eta =\xi },
- falls {\displaystyle \eta } isoliert ist und {\displaystyle \eta ^{-}} der Vorgänger von {\displaystyle \eta } ist, dann sei {\displaystyle \xi +\eta =s(\xi +\eta ^{-})},
- falls {\displaystyle \eta } eine Limeszahl ist, dann sei {\displaystyle \xi +\eta ={\textrm {sup}}\{\xi +\beta |\beta <\eta \}}.

Die Addition ist monoton. Das heißt: {\displaystyle \xi <\eta \Rightarrow \beta +\xi <\beta +\eta } und {\displaystyle \xi \leq \eta \Rightarrow \xi +\beta \leq \eta +\beta }. Falls {\displaystyle \xi \leq \eta }, dann existiert eine eindeutig bestimmte Ordinalzahl {\displaystyle x}, so dass {\displaystyle \eta =\xi +x}. Man bezeichnet sie mit: {\displaystyle -\xi +\eta }. Seien {\displaystyle \alpha } und {\displaystyle \beta } zwei Ordinalzahlen.
Falls die Gleichung {\displaystyle x+\alpha =\beta } eine Lösung {\displaystyle x} hat, dann hat sie im Falle {\displaystyle \alpha \geq \omega } unendlich viele Lösungen und im Falle {\displaystyle \alpha <\omega } genau eine. Hat {\displaystyle x+\alpha =\beta } überhaupt Lösungen, dann versteht man unter {\displaystyle \beta -\alpha } die kleinste unter ihnen. In diesem Sinne gilt für jede isolierte Zahl {\displaystyle \gamma }: {\displaystyle s(\gamma -1)=\gamma }. Jede transfinite Ordinalzahl lässt sich auf genau eine Weise als Summe {\displaystyle \lambda +n} von einer Limeszahl {\displaystyle \lambda } und einer endlichen Ordinalzahl {\displaystyle n} darstellen. Eine Ordinalzahl {\displaystyle \delta } heißt Rest von {\displaystyle \xi }, falls es eine Ordinalzahl {\displaystyle \eta } gibt, so dass {\displaystyle \xi =\eta +\delta }. Jede Ordinalzahl hat endlich viele Reste.

## Multiplikation
Um zwei Ordinalzahlen {\displaystyle \sigma } und {\displaystyle \tau } zu multiplizieren, schreibt man {\displaystyle \tau } hin und ersetzt jedes Element von {\displaystyle \tau } durch eine andere Kopie von {\displaystyle \sigma }. Das Ergebnis ist eine wohlgeordnete Menge, die isomorph zu genau einer Ordinalzahl ist, die man mit {\displaystyle \sigma \tau } bezeichnet. Auch diese Verknüpfung ist assoziativ und verallgemeinert die Multiplikation der natürlichen Zahlen.
Die Ordinalzahl ω·2 sieht so aus:
{\displaystyle \{0_{(0)}<1_{(0)}<2_{(0)}<\dotsb <0_{(1)}<1_{(1)}<2_{(1)}<\dotsb \}}
Man erkennt, dass ω·2 = ω + ω ist. Dagegen sieht 2·ω so aus:
{\displaystyle \{0_{(0)}<1_{(0)}<0_{(1)}<1_{(1)}<0_{(2)}<1_{(2)}<\dotsb \}}
und nach Umbenennen sehen wir, dass 2·ω = ω ist. Also ist auch die Multiplikation von Ordinalzahlen nicht kommutativ.
Eines der Distributivgesetze gilt für Ordinalzahlen: {\displaystyle \rho (\sigma +\tau )=\rho \sigma +\rho \tau }. Das kann man direkt aus den Definitionen ablesen. Jedoch gilt das andere Distributivgesetz nicht allgemein, denn z. B. ist (1+1)ω = 2·ω = ω, aber 1·ω + 1·ω = ω + ω.
Das neutrale Element der Addition ist die 0, das neutrale Element der Multiplikation ist die 1. Keine Ordinalzahl außer 0 hat ein Negatives (ein additiv inverses Element), also bilden die Ordinalzahlen mit der Addition keine Gruppe und erst recht keinen Ring. Die funktionale Definition der Multiplikation lautet:
- falls {\displaystyle \eta =0}, dann sei {\displaystyle \xi \eta =\eta },
- für jede Ordinalzahl {\displaystyle \eta } sei {\displaystyle \xi (\eta +1)=\xi \eta +\xi },
- falls {\displaystyle \eta } eine Limeszahl ist, dann sei {\displaystyle \xi \eta =\sup\{\xi \beta |\beta <\eta \}}.

Es gelten die Monotoniegesetze:
- {\displaystyle \xi <\eta \Rightarrow \forall \beta >0(\beta \xi <\beta \eta )}
- {\displaystyle \xi \leq \eta \Rightarrow \xi \beta \leq \eta \beta }
- {\displaystyle (\xi +\eta )\beta \leq \xi \beta +\eta \beta }

Für je zwei Ordinalzahlen {\displaystyle \xi >1} und {\displaystyle \eta >1} gilt {\displaystyle \xi +\eta \leq \xi \eta }. Falls {\displaystyle \eta \gamma =\xi }, dann heißt {\displaystyle \eta } Linksteiler von {\displaystyle \xi } und {\displaystyle \gamma } Rechtsteiler. Man sagt auch, dass {\displaystyle \xi } rechtsseitiges Vielfaches von {\displaystyle \gamma } und linksseitiges Vielfaches von {\displaystyle \eta } ist. Die Limeszahlen sind die linksseitigen Vielfachen von {\displaystyle \omega }. Jede Ordinalzahl hat endlich viele Rechtsteiler und nur dann endlich viele Linksteiler, wenn sie keine Limeszahl ist. Mengen aus positiven Ordinalzahlen haben einen größten gemeinsamen Rechtsteiler, einen größten gemeinsamen Linksteiler und ein kleinstes linksseitiges gemeinsames Vielfaches. Ein rechtsseitiges gemeinsames Vielfaches ist nicht immer vorhanden. Gegenbeispiel ist {\displaystyle \{\omega ,\omega +1\}}. Für zwei Ordinalzahlen {\displaystyle \xi } und {\displaystyle \eta >0} existieren eindeutig bestimmte Ordinalzahlen {\displaystyle \beta } und {\displaystyle \rho <\eta }, so dass {\displaystyle \xi =\eta \beta +\rho }.

## Allgemeine Summe
Sei {\displaystyle (S_{\gamma })_{\gamma \in \xi }} ein Netz aus Ordinalzahlen mit der Ordinalzahl {\displaystyle \xi } als Indexmenge. {\displaystyle {\delta _{{S_{\gamma }}^{(\beta )}}}^{\!\!\!^{\!^{\color {white}.}}}} seien die Ordnungsrelationen der Kopien {\displaystyle {S_{\gamma }}^{(\beta )}} für {\displaystyle \beta <\xi }. Die allgemeine Summe aller {\displaystyle (S_{\gamma })_{\gamma \in \xi }} wird wie folgt definiert:
{\displaystyle \sum \nolimits _{\gamma <\xi }S_{\gamma }=\operatorname {ord} \left(\bigcup \nolimits _{\gamma <\xi }{S_{\gamma }}^{(\gamma )},\bigcup \nolimits _{\gamma }\delta _{{S_{\gamma }}^{(\gamma )}}\cup \bigcup \nolimits _{\gamma <\eta <\xi }({S_{\gamma }}^{(\gamma )}\times {S_{\eta }}^{(\eta )})\right)}
Die Multiplikation ist also ein Spezialfall der allgemeinen Summe:
{\displaystyle \xi \beta =\sum \nolimits _{\gamma <\beta }\xi }
Für jedes Ordinalzahlnetz {\displaystyle (S_{\gamma })_{\gamma \in \xi }} existiert genau eine Funktion: {\displaystyle F\colon \{\gamma |\gamma \leq \xi \}\rightarrow {\textrm {On}}} mit den folgenden drei Eigenschaften:
- {\displaystyle F(0)=0}
- {\displaystyle F(s(\beta ))=F(\beta )+S_{\beta }} für jede Ordinalzahl {\displaystyle \beta <\xi }
- {\displaystyle F(\beta )=\sup _{\eta <\beta }F(\gamma )} für jede Limeszahl {\displaystyle \beta \leq \xi }

Dem Wert {\displaystyle F(\xi )} entspricht genau die allgemeine Summe von {\displaystyle (S_{\gamma })_{\gamma \in \xi }}.

## Allgemeines Produkt
Für ein Ordinalzahlnetz {\displaystyle (S_{\gamma })_{\gamma \in \xi }} sei
{\displaystyle P=\left\{x\in {\underset {\beta <\xi }{\mathbf {\times } }}{S_{\beta }}{\Big |}\operatorname {card} (\{\zeta <\xi |0<\pi _{\zeta }(x)\})<\aleph _{0}\right\},}
wobei
{\displaystyle \pi _{\zeta }\colon {\underset {\beta <\xi }{\mathbf {\times } }}{S_{\beta }}\rightarrow {S_{\zeta }}}
{\displaystyle (\dotsc ,a,\dotsc )\mapsto a}
die Bezeichnung für die kanonische Projektion ist. Man definiere in {\displaystyle P} die Relation:
{\displaystyle {\delta }_{P}^{*}=\left\{(x,y)\in P\times P{\Big |}\{\kappa <\xi |\pi _{\kappa }(x)<\pi _{\kappa }(y);\ \forall \eta (\kappa <\eta <\xi )(\pi _{\eta }(x)=\pi _{\eta }(y))\}\neq \emptyset \right\}}
Das allgemeine Produkt aller Elemente von {\displaystyle (S_{\gamma })_{\gamma \in \xi }} wird durch
{\displaystyle \prod _{\gamma <\xi }S_{\gamma }=\operatorname {ord} \left(P,\delta _{P}^{*}\cup \left\{(x,y)\in P\times P|x=y\right\}\right)}
definiert. Das allgemeine Produkt besteht also aus Tupeln der Länge {\displaystyle \xi }, die antilexikografisch geordnet sind und nur endlich viele positive Komponenten besitzen. Für jedes Ordinalzahlnetz {\displaystyle (S_{\gamma })_{\gamma \in \xi }} existiert genau eine Funktion: {\displaystyle F\colon \{\gamma |\gamma \leq \xi \}\rightarrow {\textrm {On}}} mit den folgenden vier Eigenschaften:
- {\displaystyle F(0)=1}
- {\displaystyle F(s(\beta ))=F(\beta )S_{\beta }} für jede Ordinalzahl {\displaystyle \beta <\xi }
- {\displaystyle F(\beta )=\sup _{\eta <\beta }F(\gamma )} für Limeszahl {\displaystyle \beta \leq \xi }, falls {\displaystyle \forall \eta <\beta (S_{\eta }>0)}
- {\displaystyle F(\beta )=0} für Limeszahl {\displaystyle \beta \leq \xi }, falls {\displaystyle \exists \eta <\beta (S_{\eta }=0)}

Dem Wert {\displaystyle F(\xi )} entspricht genau das allgemeine Produkt von {\displaystyle (S_{\gamma })} {\displaystyle \gamma \in \xi }
Die Folge
{\displaystyle \{(0,0,0,\dotsc )<(0,1,0,\dotsc )<(0,0,1,\dotsc )<(0,1,1,\dotsc )<(0,0,2,\dotsc )<(0,1,2,\dotsc )}{\displaystyle <(0,0,0,1,\dotsc )<\dotsb <(0,1,2,3,0,\dotsc )<(0,0,0,0,1,\dotsc )<\dotsb <(0,1,2,\dotsc ,n,0,\dotsc )<(0,0,\dotsc ,0,1,0,\dotsc )<\dotsb \}}
ist ein Beispiel für eine antilexikografische Ordnung und stellt laut der Definition eine zu {\displaystyle \Pi _{\xi <\omega }\xi } ordnungsisomorphe Menge dar. Es gilt also {\displaystyle \omega =\Pi _{\xi <\omega }\xi } und {\displaystyle \omega }! {\displaystyle =\omega \omega }, was nicht überraschend ist, weil ja {\displaystyle \omega =\sup } {\displaystyle n} {\displaystyle n}! .

## Potenzieren
Die Potenzen sind Spezialfälle von allgemeinen Produkten:
{\displaystyle \beta ^{\xi }=\prod \nolimits _{\gamma <\xi }\beta \,}

### Beispiel
Man kann eine zu {\displaystyle \omega ^{\omega }} ordnungsisomorphe Menge konstruieren, indem man (gemäß Produktdefinition) Folgen aus natürlichen Zahlen mit endlicher Anzahl von positiven Elementen betrachtet:
{\displaystyle ({\overbrace {{\underbrace {a_{0},\dotsc ,a_{n-1}} _{n\in \mathbb {N} }},\underbrace {0,\dotsc ,0,\dotsc } _{\overset {\shortparallel }{0}}} ^{\omega }})\in \omega \times \omega }
und diese antilexikografisch ordnet:
{\displaystyle (0,0,0,\dotsc )<(1,0,0,\dotsc )<\dotsb <(0,1,0,\dotsc )<(1,1,0,\dotsc )<\dotsb <(0,0,1,\dotsc )<(1,0,1,0,\dotsc )<\dotsb <(0,1,1,0,\dotsc )<(1,1,1,0,\dotsc )<(2,1,1,0,\dotsc )<\dotsb }

### Eigenschaften
Für Ordinalzahlen {\displaystyle \xi >0,\beta ,\eta } gilt:
- {\displaystyle \xi ^{\beta +\eta }=\xi ^{\beta }\xi ^{\eta }}
- {\displaystyle (\xi ^{\beta })^{\eta }=\xi ^{\beta \eta }}
- {\displaystyle \beta <\eta \Rightarrow \xi ^{\beta }<\xi ^{\eta }}
- {\displaystyle \beta \leq \xi ^{\beta }}.

Für zwei Ordinalzahlen {\displaystyle \xi >1} und {\displaystyle \eta >1} gilt {\displaystyle \xi \eta \leq \xi ^{\eta }}.
Aus {\displaystyle \eta \leq \zeta } folgt {\displaystyle \eta ^{\beta }\leq \zeta ^{\beta }}. Für zwei Ordinalzahlen {\displaystyle \xi >0} und {\displaystyle \beta >1} existieren eindeutig bestimmte Ordinalzahlen: {\displaystyle \lambda } – genannt Logarithmus von {\displaystyle \xi } zur Basis {\displaystyle \beta }, positives {\displaystyle \delta <\beta } und {\displaystyle \rho <\beta ^{\lambda }}, so dass {\displaystyle \xi =\beta ^{\lambda }\delta +\rho } (Logarithmus-Satz). Die Potenzregel {\displaystyle (\alpha \beta )^{\gamma }=\alpha ^{\gamma }\beta ^{\gamma }} aus der finiten Arithmetik ist in das Unendliche nicht übertragbar:
{\displaystyle (2\cdot 2)^{\omega }<2^{\omega }2^{\omega }}
{\displaystyle (2(\omega +1))^{2}>2^{2}(\omega +1)^{2}}

### Cantorsche Normalform
Für zwei Ordinalzahlen {\displaystyle \beta >1} und {\displaystyle \xi <\beta ^{\lambda }} existieren endlich viele eindeutig bestimmte {\displaystyle \lambda _{0}<\dotsb <\lambda _{n}<\lambda } und {\displaystyle \{\kappa _{0},\dotsc ,\kappa _{n}\}\subset \beta }, so dass
{\displaystyle \xi =\beta ^{\lambda _{n}}\kappa _{n}+\dotsb +\beta ^{\lambda _{0}}\kappa _{0}}.
Diese Darstellung ist unter dem Namen Cantorsche Polynomdarstellung (oder {\displaystyle \beta }-adische Normalform) bekannt. Sie heißt für {\displaystyle \beta =\omega } Cantorsche Normaldarstellung (oder Cantorsche Normalform). Man kann die Cantorsche Normaldarstellung rekursiv verwenden und die Ordinalzahlen {\displaystyle \lambda _{0},\dotsc ,\lambda _{n}} genau so wie {\displaystyle \xi } in ihrer Normalform darstellen. Wenn dieser Prozess nach endlich vielen Schritten in endlichen Ordinalzahlen endet, erhält man einen elementaren Ausdruck für {\displaystyle \xi }, der aus {\displaystyle \omega }, natürlichen Zahlen und Zeichen für Rechenoperationen besteht. Allerdings ist dies nicht für jede Ordinalzahl möglich. Noch allgemeiner: durch endlich viele Zeichen lassen sich nur abzählbar viele Ordinalzahlen darstellen – also nur ein „verschwindend kleiner“ Teil der gesamten Klasse {\displaystyle {\textrm {On}}}. Es existieren Ordinalzahlen {\displaystyle \xi }, für die {\displaystyle \lambda _{n}} in ihrer Cantorschen Normaldarstellung gleich {\displaystyle \xi } ist. In diesem Fall führt die Normaldarstellung also zu keiner Vereinfachung. Die kleinste solche Zahl bezeichnet man mit {\displaystyle \varepsilon _{0}}. Mit Hilfe der Cantorschen Normaldarstellung werden die Hessenbergschen natürlichen Operationen definiert.

## Bemerkungen
1. ↑  Cantor G.: Beiträge zur Begründung der transfiniten Mengenlehre. (Zweiter Artikel), Mathematische Annalen, 1897, 49, S. 207–246
2. ↑  An dieser Stelle ist es angebracht zu erklären, was man unter Umbenennen der Elemente einer Ordinalzahl versteht und womit dieses Umbenennen überhaupt gerechtfertigt ist. Sei {\displaystyle X} eine nichtleere Ordinalzahl. Für beliebiges Element {\displaystyle \xi } von {\displaystyle X} und beliebige Ordinalzahl {\displaystyle a} wird mit {\displaystyle \xi _{(a)}} die Menge {\displaystyle (a,\xi )=\{\{a\},\{a,\xi \}\}} bezeichnet. Hier ist wichtig, dass die Definition für geordnetes Paar nach Kuratowski verwendet wird. Damit ist garantiert, dass keine der Mengen {\displaystyle \xi _{(a)}} eine Ordinalzahl ist. Die Menge
 {\displaystyle X^{(a)}=\{\xi _{(a)}\}_{\xi \in X}} wird als umbenannte Ordinalzahl oder Kopie bezeichnet. Die Wohlordnung in {\displaystyle X^{(a)}} sei durch {\displaystyle \eta _{(a)}\leq \xi _{(a)}\Leftrightarrow \eta \leq \xi } festgelegt. Ordinalzahlen sind ordnungsisomorph zu ihren Kopien. Keine Kopie ist Ordinalzahl und keine Ordinalzahl ist Element oder Untermenge einer Kopie. Alle Kopien einer Ordinalzahl und die Ordinalzahl selbst sind zueinander paarweise disjunkt.
3. ↑  Es gilt also {\displaystyle \delta _{\sigma \cup \tau ^{(0)}}}
{\displaystyle =(\sigma \times \tau ^{(0)})\cup \delta _{\sigma }\cup \delta _{\tau ^{(0)}}}, wobei {\displaystyle \delta _{X}} die Ordnungsrelation der wohlgeordneten Menge {\displaystyle (X,\leq _{X})} bezeichnet.
4. ↑  Es ist sogar so, dass {\displaystyle \forall \xi \exists \eta \leq \xi } {\displaystyle ((\eta +\xi =\xi +\eta )\Rightarrow (\xi =0))} (s. Komjath, 2006, 8.17).
5. ↑  In manchen Quellen wird die Bezeichnung {\displaystyle \eta -\xi } verwendet, die wohl auf Cantor zurückgeht (s. Sierpinski, 1965, XIV., §4, Th. 2 und Kuratowski, Mostowski, 1968, VII., § 5.). Wir halten uns an die Bezeichnung  {\displaystyle -\xi +\eta }, die man bei Jacobsthal, 1909, S. 166 sowie Hausdorff, 1914, Kap. V., § 2. und Bachmann, § 17.2 findet.
6. ↑  s. Sierpinski, 1965, XIV., § 5.
7. ↑  Dabei wird also jedes Element {\displaystyle \alpha } von {\displaystyle \tau } durch {\displaystyle \sigma ^{(\alpha )}} ersetzt.
8. ↑  In unseren Bezeichnungen ist also {\displaystyle \sigma \tau =ord(\sigma \times \tau ,R_{1}\cup R_{2})} mit {\displaystyle R_{1}=\bigcup \{\delta _{\sigma ^{(\beta )}}|\beta <\tau \}}

und {\displaystyle R_{2}=\bigcup \{\sigma ^{(\xi )}\times \sigma ^{(\eta )}|\xi <\eta <\tau \}}. Man nennt eine solche Wohlordnung in einem kartesischen Produkt {\displaystyle \sigma \times \tau } antilexikographisch.
9. 1 2  s. Bachmann, § 10.
10. 1 2 3 4  s. Bachmann, § 17.3, § 18. sowie Sierpinski, 1965, XIV., § 11–12. und Komjath, Totik, 2006, 9.2, 9.8–9 und Jacobsthal, 1909, S. 176–188
11. ↑  s. auch: Königs Paradoxie
12. ↑  Diesem Buch liegt ein spezielles Axiomensystem zugrunde.